# Samphanthawong
Samphanthawong (tiếng Thái: สัมพันธวงศ์, phát âm [sǎm.pʰān.tʰā.wōŋ], phiên âm: Xam-ban-tha-vong) là một trong 50 quận của thành phố Băng Cốc, Thái Lan. Quận Samphanthawong có diện tích 1,416 km², dân số là 24.150 người.

## Phân cấp hành chính
Quận được chia thành ba phó quận (khwaeng).
| No.  | Tên            | Tiếng Thái | Diện tích (km2) | Dân số (Tháng 12 năm 2023) | Diện tích (Tháng 12 năm 2023) | Bản đồ |
| ---- | -------------- | ---------- | --------------- | -------------------------- | ----------------------------- | ------ |
| 1.   | Chakkrawat     | จักรวรรดิ    | 0,484           | 5.886                      | 12.161,16                     | Map    |
| 2.   | Samphanthawong | สัมพันธวงศ์   | 0,483           | 7.324                      | 15.163,56                     | Map    |
| 3.   | Talat Noi      | ตลาดน้อย    | 0,449           | 6.336                      | 14.111,36                     | Map    |
| Tổng | Tổng           | Tổng       | 1,416           | 19.546                     | 13.803,67                     | Map    |

## Đường Yaowarat

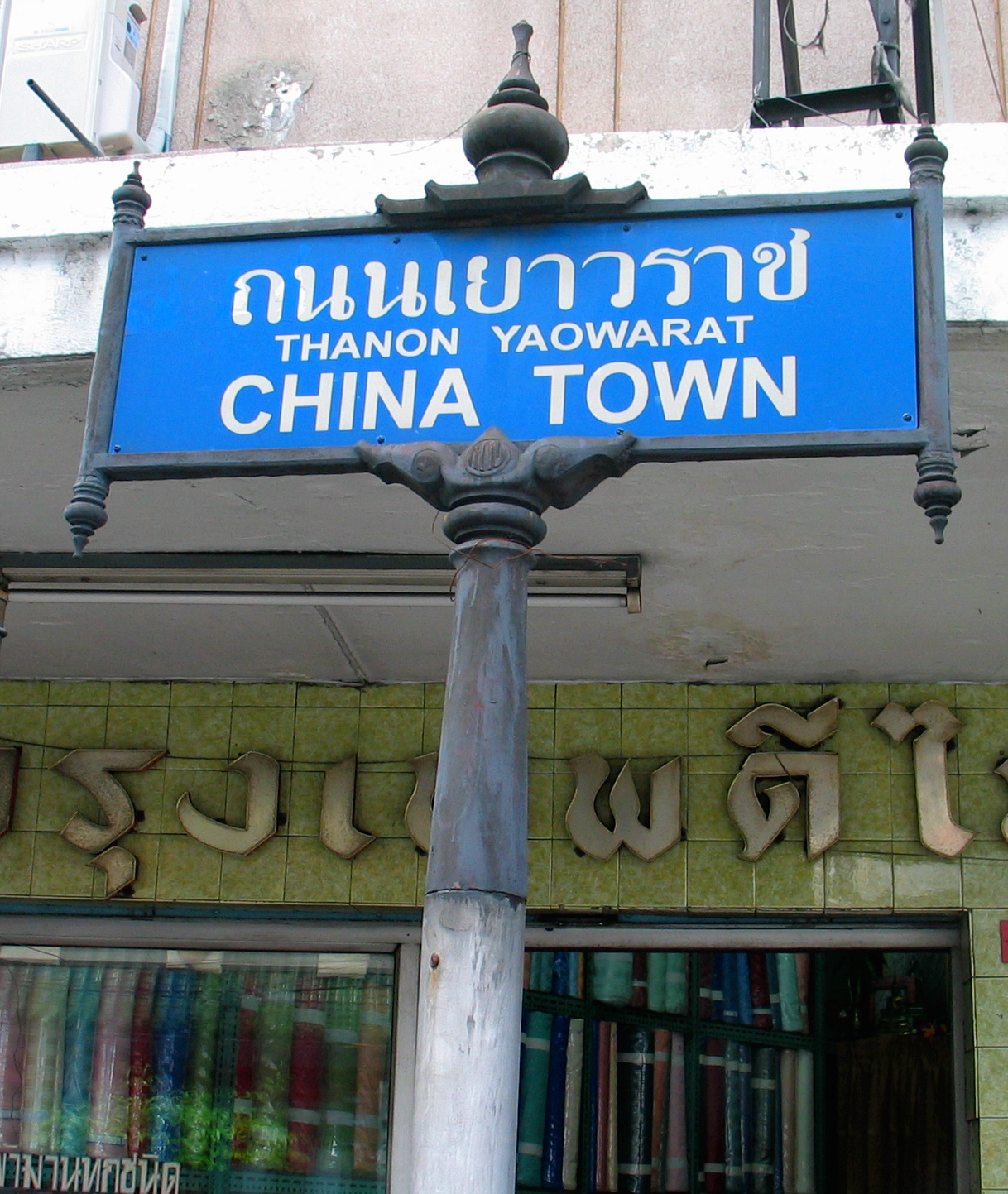
Biển hiệu đường Yaowarat

Đường Yaowarat (tiếng Thái: เยาวราช) dài 1,5 km. Dọc theo đường là tiệm vàng và nhà hàng Trung Hoa: mì, cơm, dim sum, súp tổ yến. Ngoài ra, đặc biệt còn có bán trái cây và thuốc y học cổ truyền Trung Quốc. Một cổng lớn được xây dựng để kỉ niệm sinh nhật lần thứ 72 của Vua Bhumibol. 

## Hình ảnh

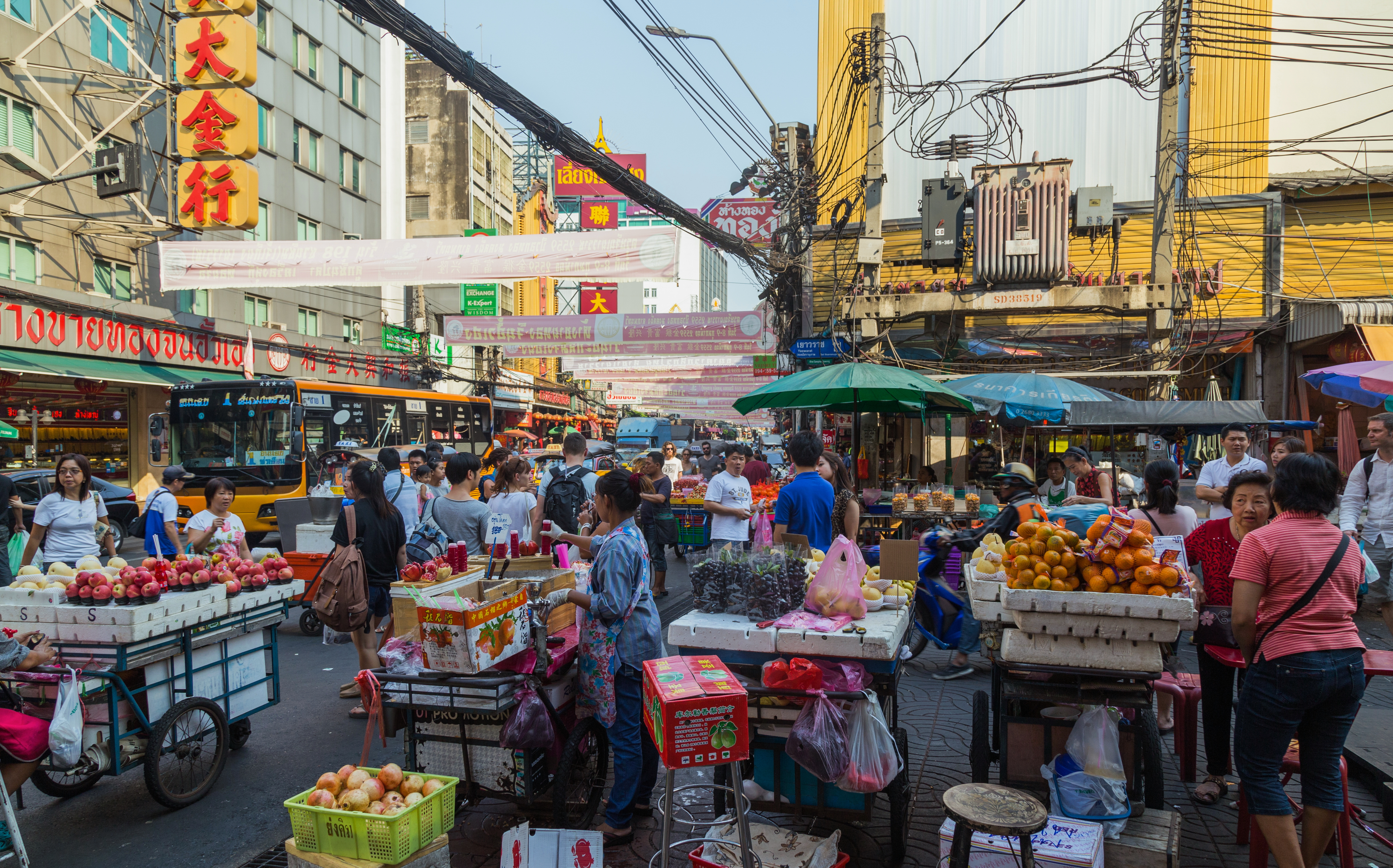
Gian hàng đồ ăn đường phố đối diện Talat Khao (ตลาดเก่า) hoặc đường Yaowarat
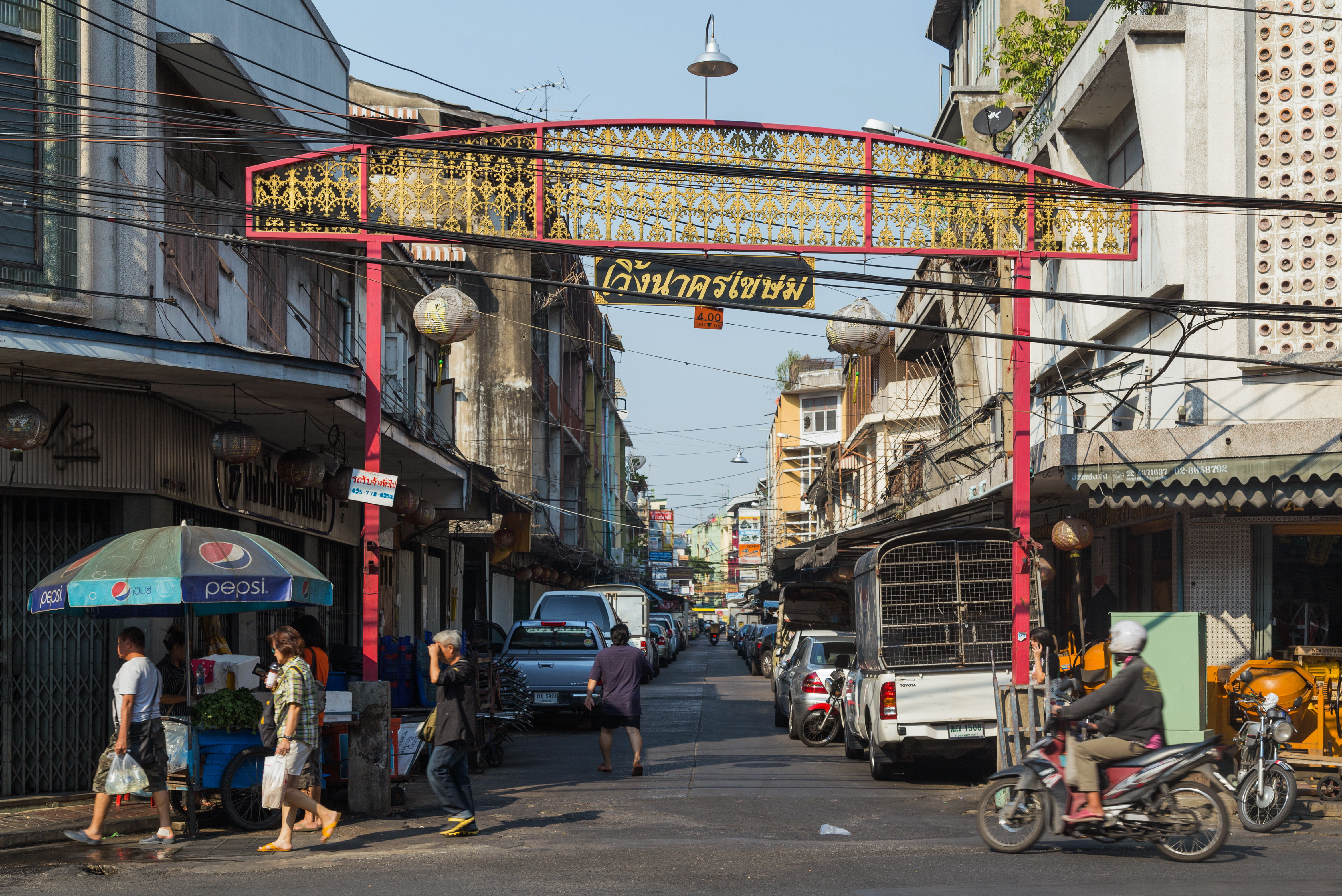
Lối vào chợ Woeng Nakhon Kasem, một phố mua sắm lịch sử của quận
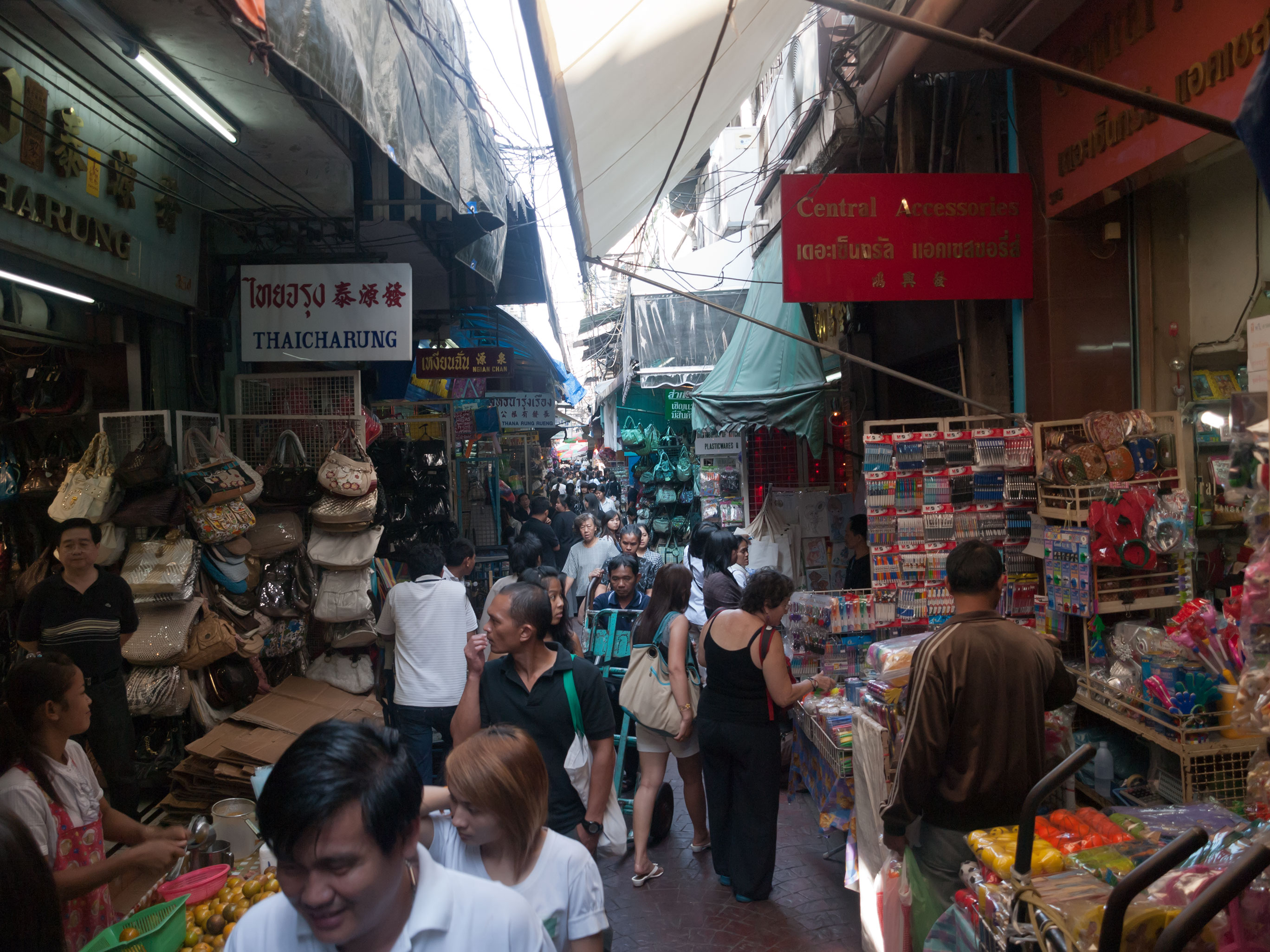
Không khí của Soi Wanit 1 hay còn gọi là Sampheng, một chợ lớn ở quận Samphanthawong
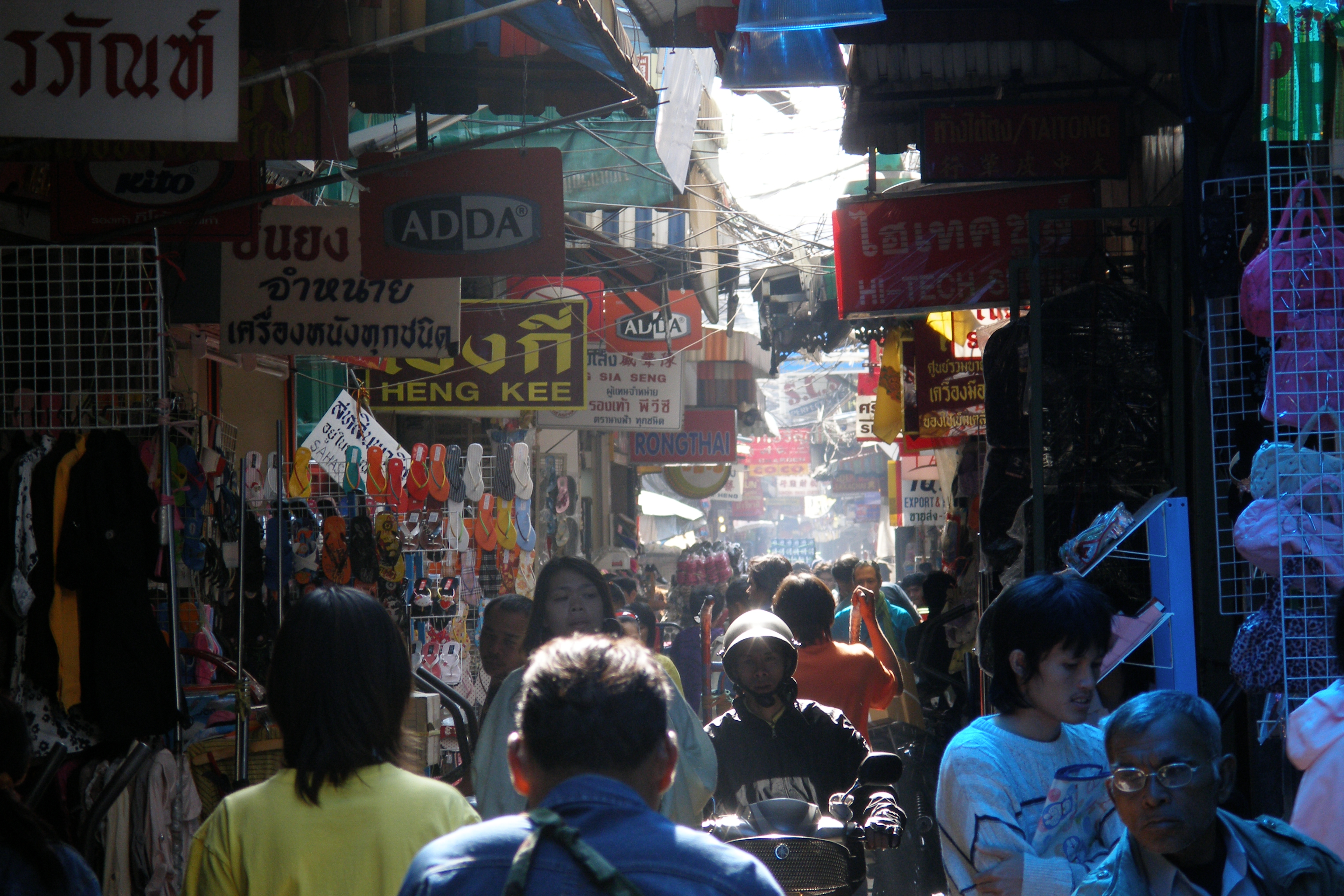
Lối đi trong Sampeng
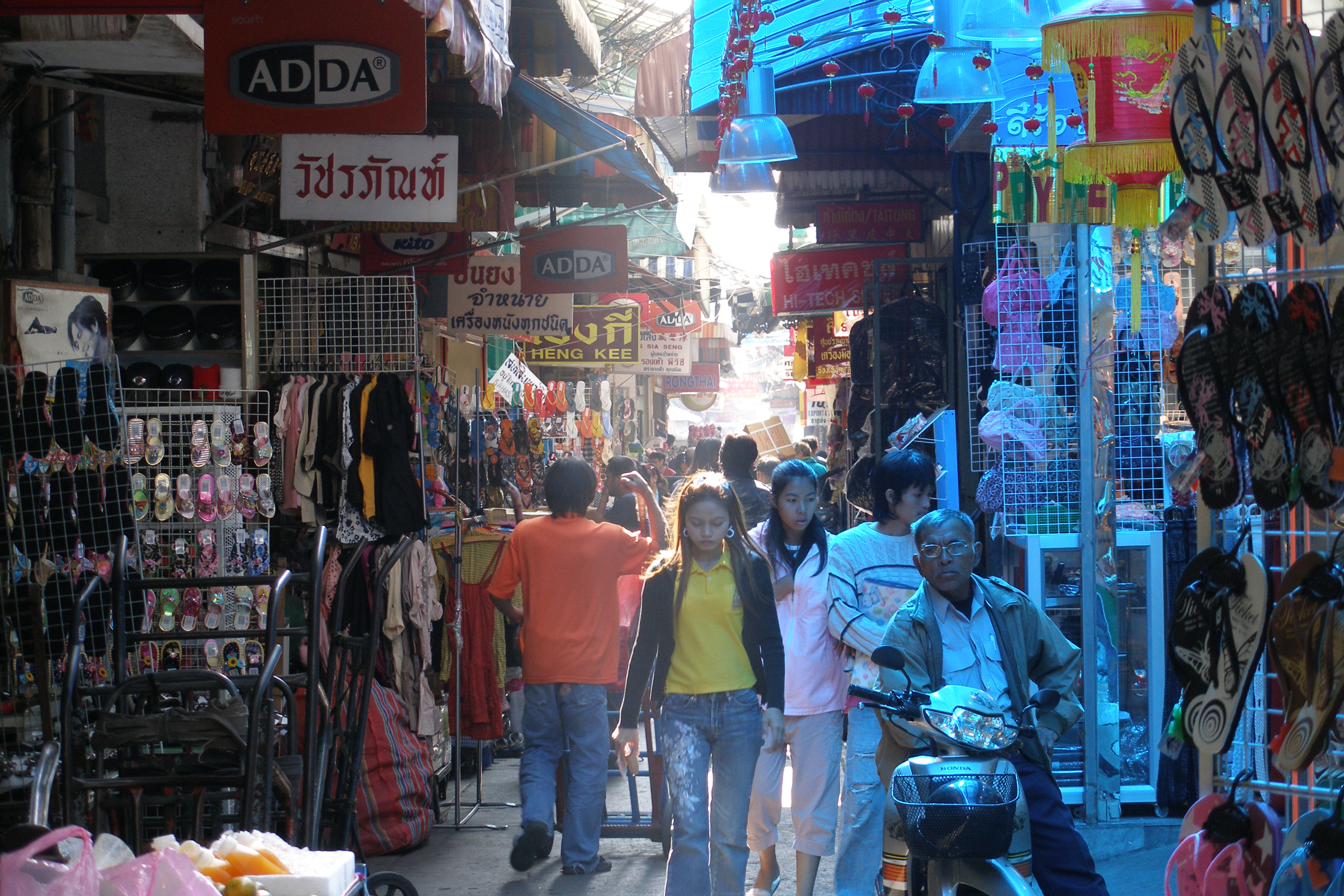
Lối đi trong Sampeng
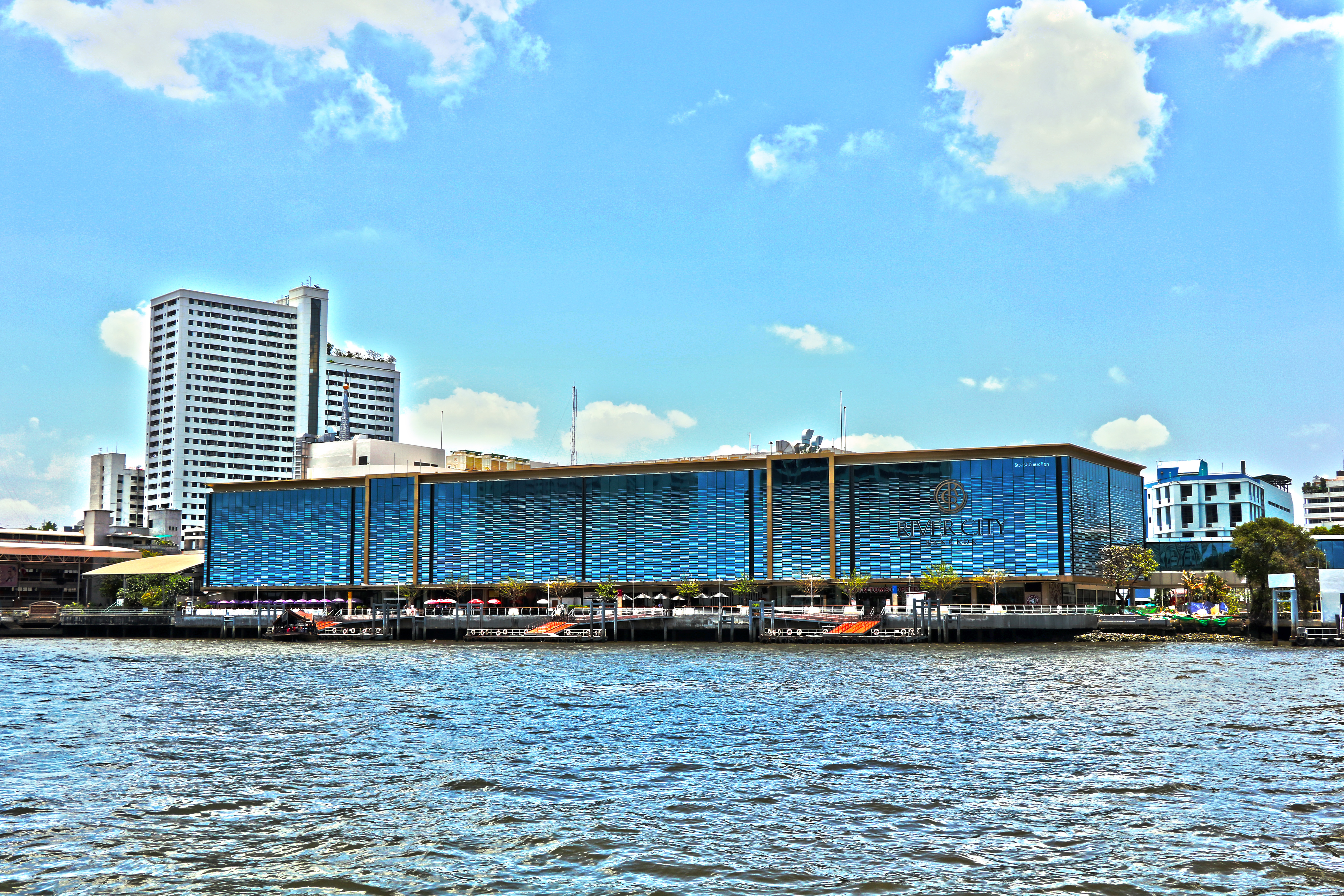
Khu mua sắm phức hợp cạnh bờ sông, trung tâm thương mại nằm cạnh Sông Chao Phraya nằm cạnh khách sạn Royal Orchid Sheraton ở quận Bang Rak
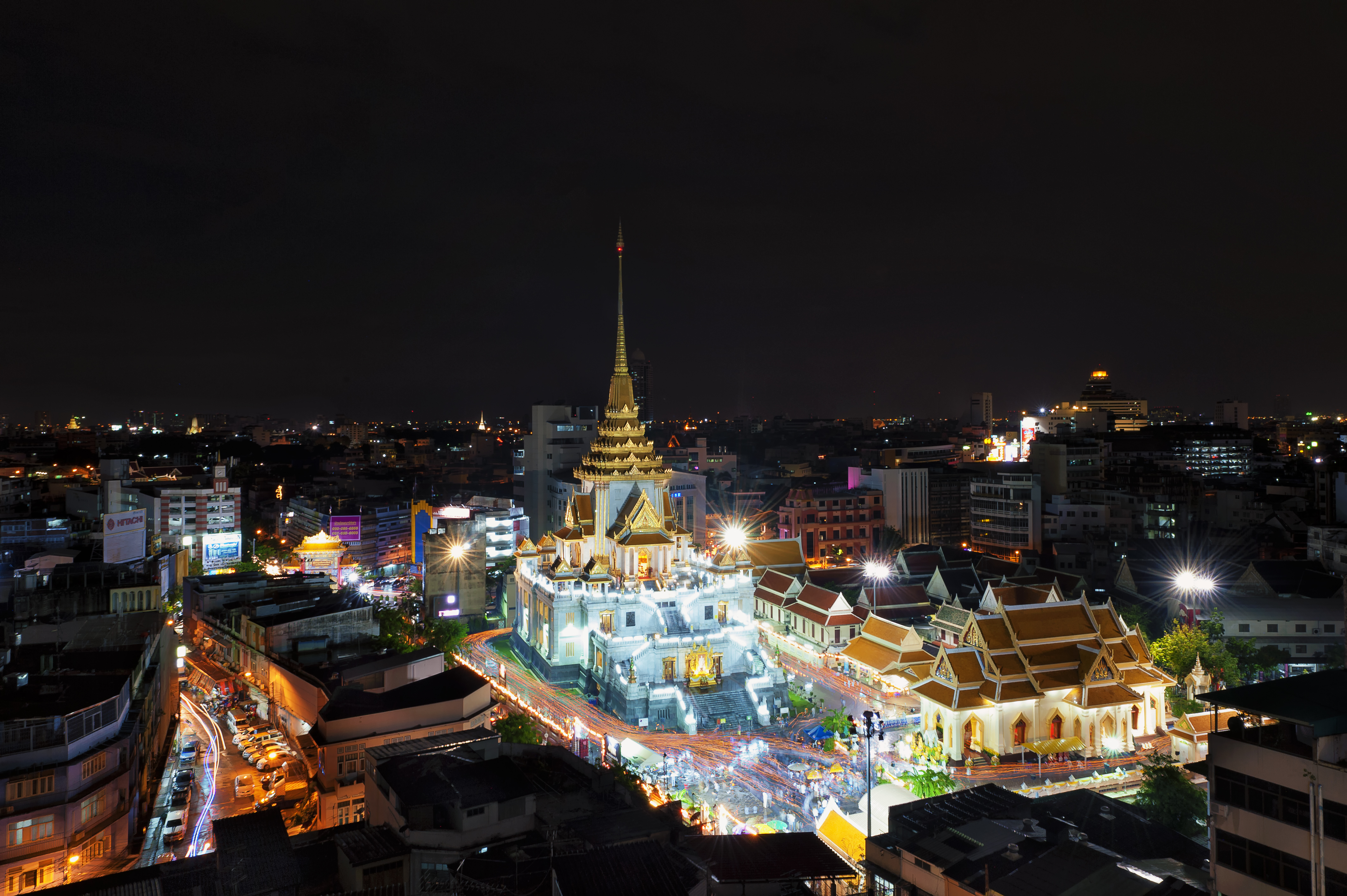
Wat Traimit về đêm
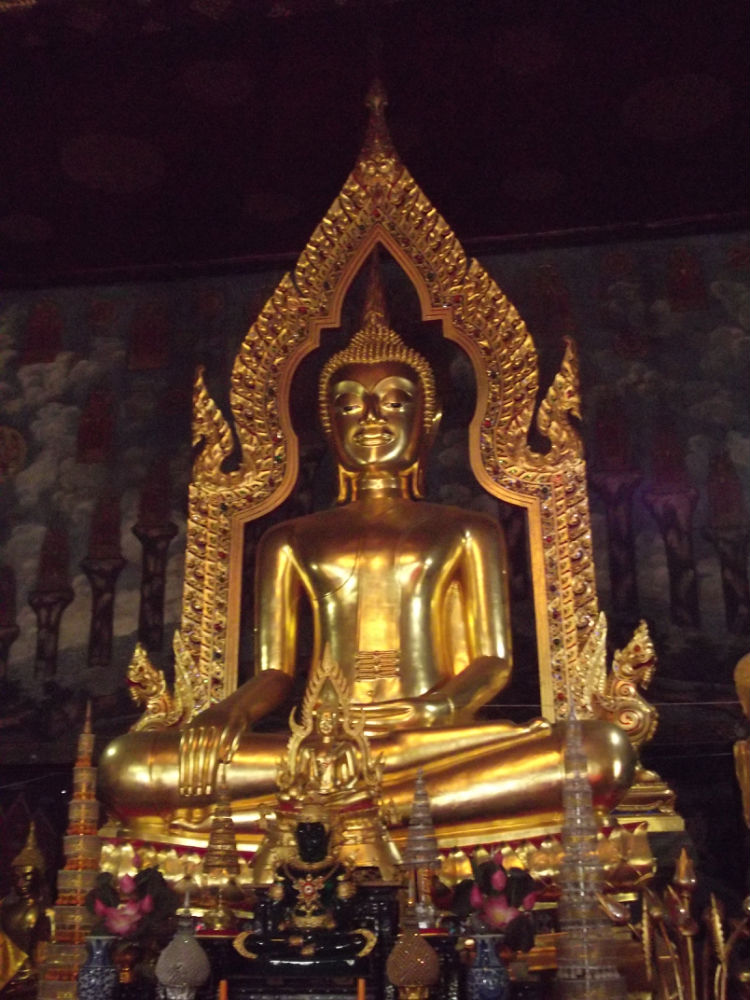
Tượng Phật chính tại Wat Chakkrawat
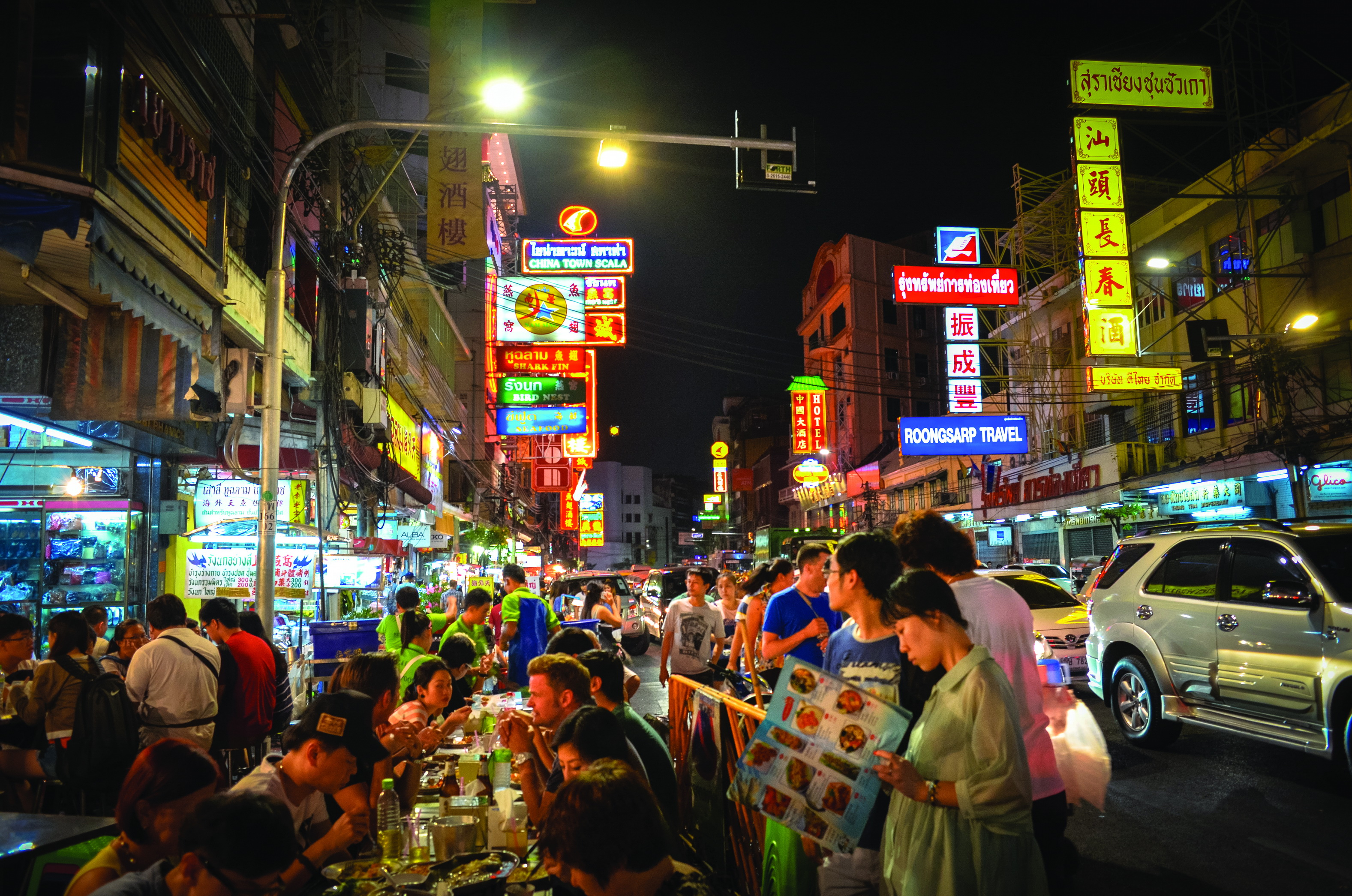
Đường phố Yaowarat về đêm
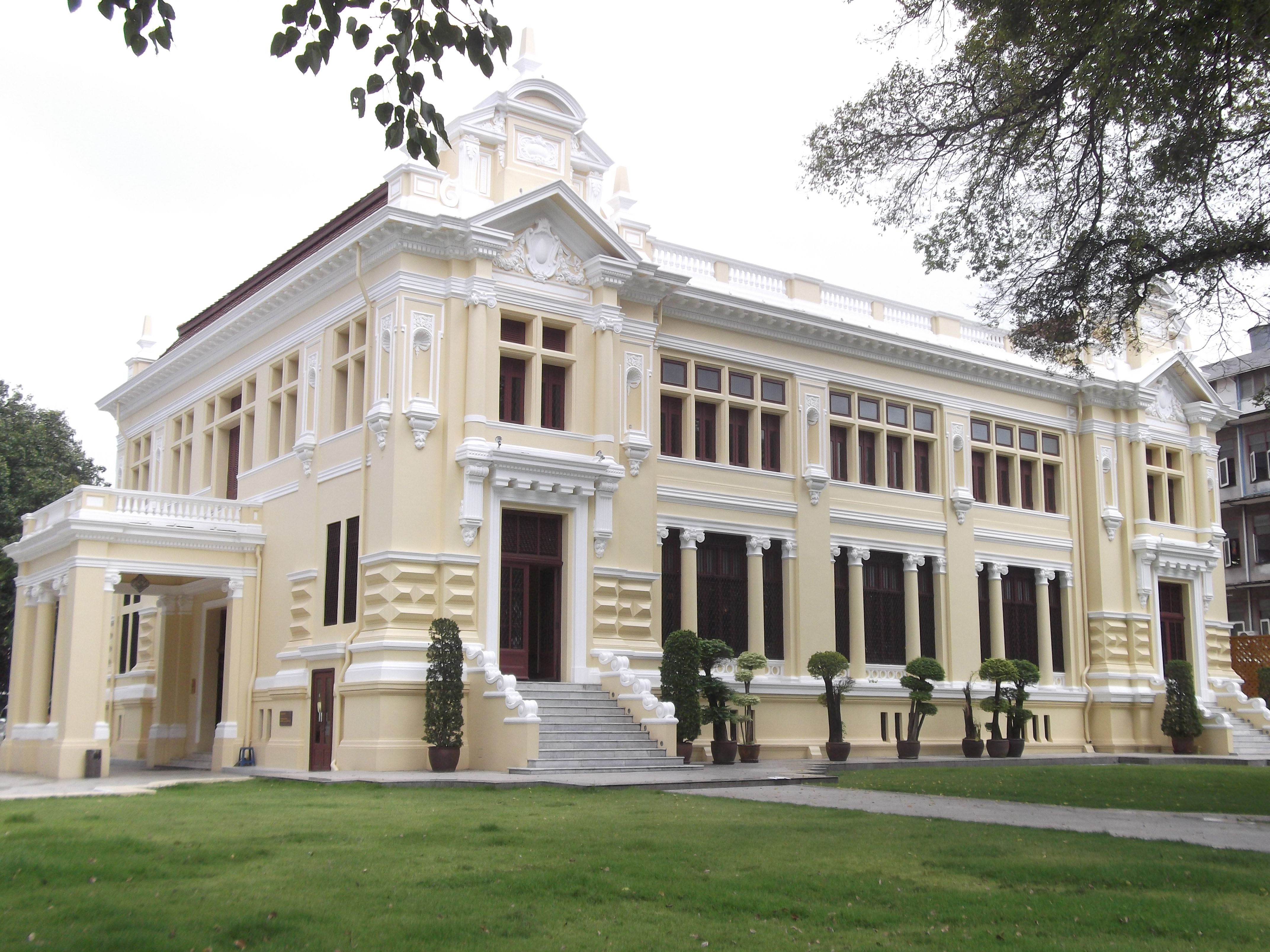
Ngân hàng thương mại Siam lịch sử, chi nhánh Talat Noi
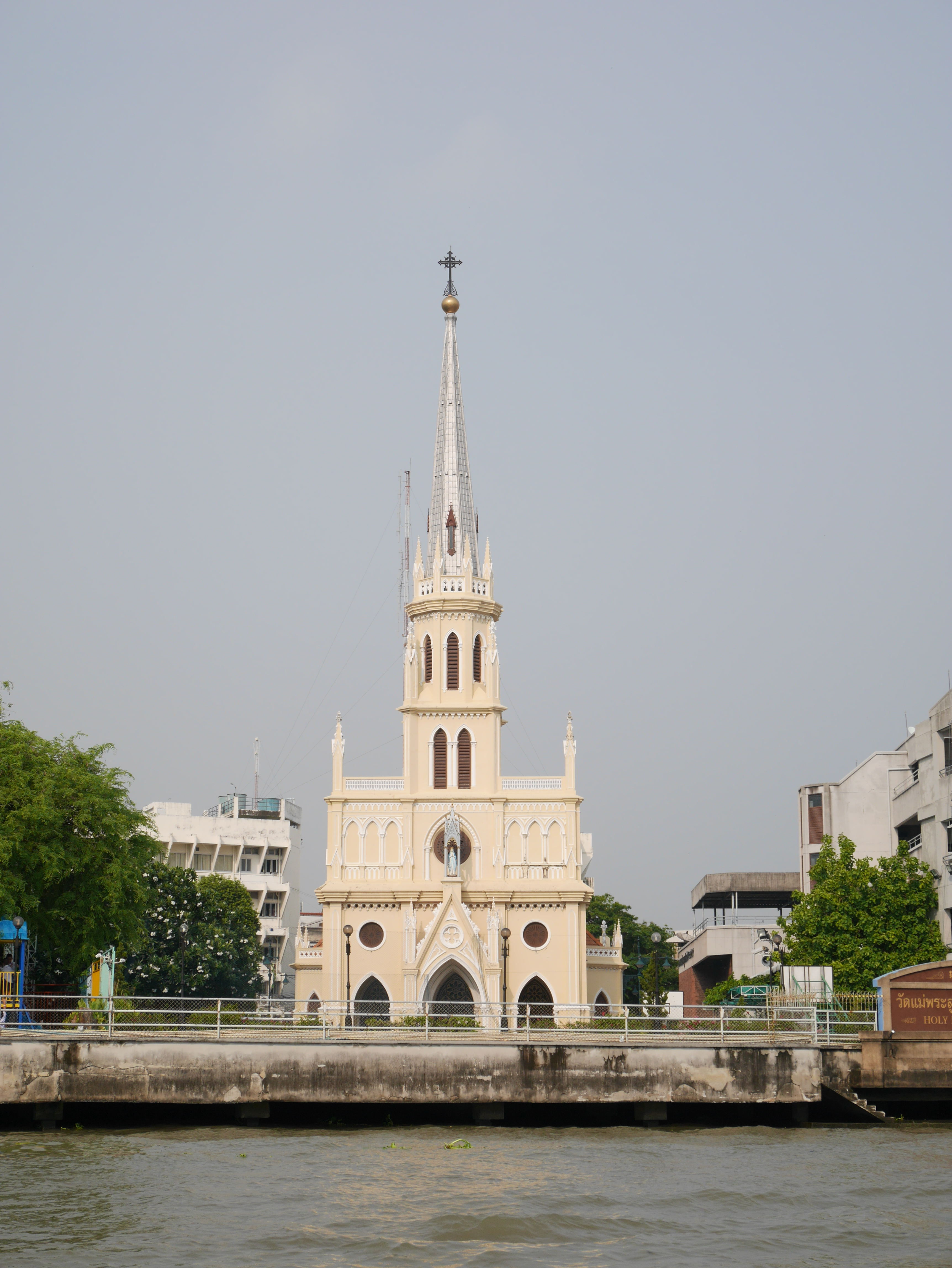
Nhà thờ Holy Rosary từ giữa sông Chao Phraya
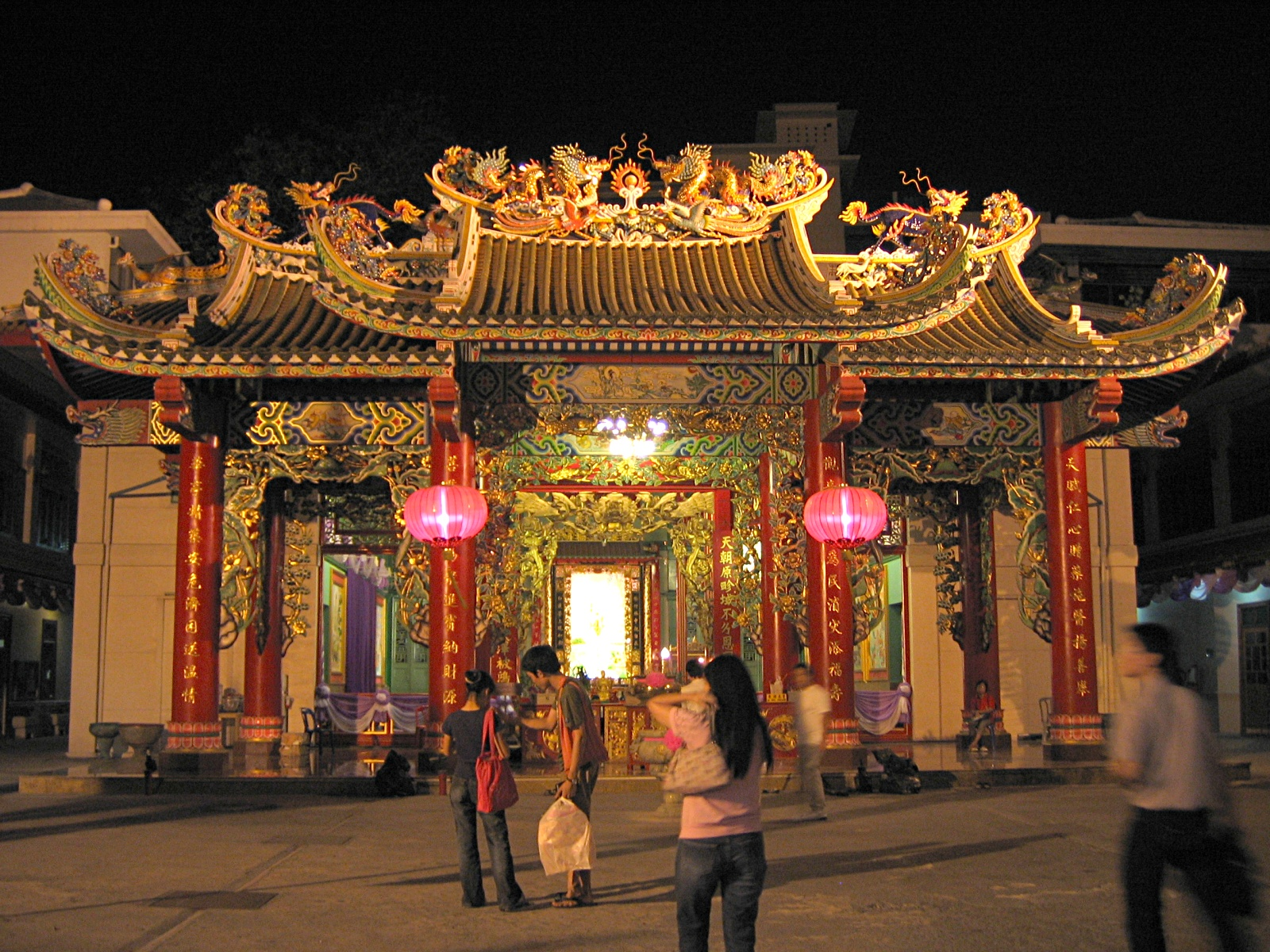
Hội quán Thiên Hoa (天華) mở cửa xuyên đêm suốt dịp Năm mới

## Người nổi tiếng
- Puey Ungphakorn: Nhà kinh tế học
- Kunoi Vithichai: Võ sĩ quyền anh chuyên nghiệp
- Charoen Sirivadhanabhakdi: Doanh nhân
- Paiboon Damrongchaitham: Doanh nhân
- Chuwit Kamolvisit (Davis Kamol): Doanh nhân,  chính trị gia, người dẫn truyền hình
- Somkid Jatusripitak: Nhà kinh tế học, chính trị gia